# Chinook-Sprachen

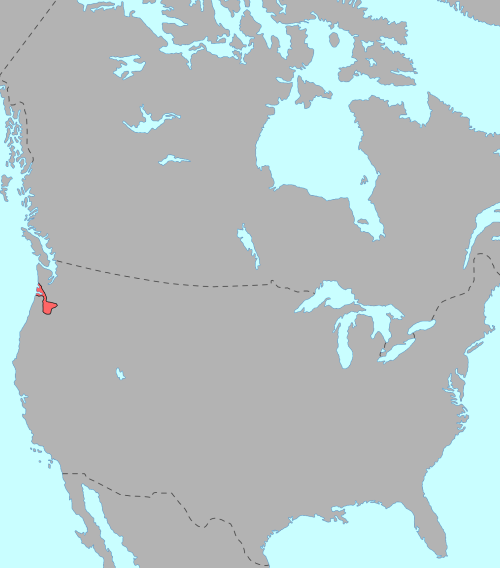
Verbreitung der Chinook-Sprachen

Chinook ist eine Sprachfamilie in Amerika, die hauptsächlich in den US-Bundesstaaten Oregon und Washington vorkommt. Sie gehört zu den indigenen amerikanischen Sprachen.
Chinook ist eine nahezu ausgestorbene Penuti-Sprache und bildet die Grundlage für die Pidgin-Sprache des nordwestlichen Amerikas, das Chinook Wawa.